# Mike and Dave Need Wedding Dates
Mike and Dave Need Wedding Dates ist eine US-amerikanische Filmkomödie aus dem Jahr 2016. In den Hauptrollen sind Zac Efron, Adam DeVine, Anna Kendrick und Aubrey Plaza zu sehen.

## Handlung
Die Brüder Mike und Dave sind begeisterte Partygänger. In der Vergangenheit haben die beiden jedoch häufiger Familienfeiern durch ihr ausgelassenes und rücksichtsloses Verhalten ruiniert. Damit sie die geplante Hochzeitsfeier ihrer Schwester auf Hawaii nicht auch ruinieren, werden Mike und Dave von ihren Eltern aufgefordert, zu dieser Hochzeit jeweils mit einer festen Partnerin zu erscheinen. Mike und Dave weigern sich zunächst, da sie befürchten, dann auf der Party keinen Spaß zu haben, willigen dann aber zuliebe ihrer Schwester Jeanie ein.
Um eine möglichst große Auswahl zu haben, schalten die beiden eine Anzeige auf einem Online-Kleinanzeigenmarkt, dass sie jeweils eine Partnerin für die Hochzeitsfeier ihrer Schwester suchen. Die Resonanz darauf ist riesig. Jedoch kann sie keine der Kandidatinnen überzeugen.
Alice und Tatiana arbeiten als Bedienung in einer Bar, werden jedoch gefeuert, weil sie wiederholt betrunken zur Arbeit erschienen sind. Als sie von der Anzeige von Mike und Dave erfahren, arrangieren sie ein Treffen mit ihnen und geben sich als brave Mädchen aus. Tatiana präsentiert sich als Lehrerin und Alice als Hedgefondsmanagerin. Schließlich fragen Mike und Dave die beiden, ob sie sie auf die Hochzeitsfeier ihrer Schwester nach Hawaii begleiten wollen.
Auf dem Familientreffen vor der Hochzeit ist die Familie von Mike und Dave von Tatiana und Alice begeistert. Tatiana und Alice überzeugen die Familie, eine Quad-Tour durch die Drehorte von Jurassic Park zu machen. Tatiana und Alice machen dabei mit dem Quad gewagte Sprünge über einen Erdhügel. Mike lässt sich von den beiden überreden, auch zu springen. Er verletzt dabei aber seine Schwester Jeanie. Mike und Dave gewinnen langsam den Eindruck, dass Tatiana und Alice noch verrückter sind als sie selbst. Als Tatiana in der Sauna von Cousine Terry dazu genötigt wird, um Backstagekarten für Rihanna zu bekommen, sie zu befriedigen und Alice den Masseur des Hotels zu einer erotischen Massage mit „Happy End“ für Jeanie überredet, eskaliert die Situation.
Tatiana verspricht sich gegenüber Mike, so dass dieser herausfindet, dass das Treffen arrangiert war und Tatiana gar keine Lehrerin ist. Dave und Alice verstehen sich dagegen immer besser. Mike erzählt Dave, dass Tatiana und Alice Lügnerinnen sind, Dave ist dies jedoch egal. Auf dem Probeessen zur bevorstehenden Hochzeit kommt es zu einem Streit zwischen Dave und Mike und einem anschließenden Kampf.
Alice und Jeanie nehmen zusammen Ecstasy. Im Drogenrausch beginnt Jeanie an ihrer geplanten Hochzeit mit Eric zu zweifeln, da sie Eric für langweilig hält. Nach einer Aussprache mit Eric wird die Hochzeit abgesagt. Alice und Tatiana wird bewusst, dass sie mit ihrem Verhalten andere Menschen vor den Kopf gestoßen haben und die beiden beschließen, mehr Rücksicht auf andere zu nehmen. Auch Mike und Dave vertragen sich wieder und sehen ein, dass sie die Hochzeit ihrer Schwester zerstört haben. Sowohl Mike und Dave, wie auch Tatiana und Alice tauchen bei Jeanie und Eric auf, um die beiden zu überzeugen doch zu heiraten. Jeanie wird schließlich bewusst, dass Eric doch nicht langweilig ist und die beiden wollen doch heiraten.
Weil die Hochzeit bereits abgesagt war, organisieren Alice, Tatiana, Mike und Dave eine neue Feier. Die vier schaffen dies auch, und Jeanie und Eric heiraten.

## Produktion
Die Dreharbeiten fanden zwischen dem 25. Mai 2015 und dem 13. August 2015 in Honolulu auf der Inselgruppe Hawaii statt.

## Veröffentlichung
Der Film lief ab 1. September 2016 in den deutschen Kinos. Am 19. Januar 2017 wurde der Film auf DVD und Blu-ray veröffentlicht.

## Hintergrund
Der Film basiert lose auf der wahren Geschichte von Mike und Dave Strangle, die Anfang 2013 über eine Online-Kleinanzeige Partnerinnen für eine Hochzeitsfeier suchten.